# مقاطعة كاس (ميزوري)
مقاطعة كاس (بالإنجليزية: Cass County)‏ هي إحدى المقاطعات في ولاية ميزوري في الولايات المتحدة الأمريكية.

## أعلام
- روبرت إي. لويس